# Guelma (provins)

Guelmas provins i Algeriet

Guelma (arabiska: ولاية قالمة) är en provins (wilaya) i nordöstra Algeriet. Provinsen har 482 261 invånare (2008). Guelma är huvudort.

## Administrativ indelning
Provinsen är indelad i 10 distrikt (daïras) och 34 kommuner (baladiyahs).